# 이완 (축구인)
이완(1984년 5월 3일 ~ )은 대한민국의 전 축구 선수로서 포지션은 수비수였다. 과거 아산 무궁화의 코치로 재직 했다.